# Frank Baaijens
Franciscus Petrus Thomas (Frank) Baaijens (Geleen, 1958) is als hoogleraar biomechanica verbonden aan de Technische Universiteit Eindhoven.

## Biografie
Baaijens voltooide zijn studie werktuigbouwkunde aan de Technische Universiteit Eindhoven in 1983. In 1987 promoveerde hij aan diezelfde universiteit op het proefschrift On a numerical method to solve contact problems. Na zijn promotie werkte hij van 1985 tot 1995 bij Phillips in Eindhoven als onderzoeker. In 1990 kreeg hij een aanstelling als deeltijdhoogleraar aan de Technische Universiteit Eindhoven en vijf jaar later, in 1995 werd hij benoemd tot voltijdhoogleraar aan de faculteit werktuigbouwkunde.
In 2002 maakte hij de overstap naar de faculteit Biomedische Technologie waar hij werd aangesteld als hoogleraar biomechanica. Het jaar erop werd hij benoemd tot decaan aan diezelfde faculteit, een functie die hij tot 2007 vervulde. Op 1 mei 2015 werd hij benoemd tot rector magnificus waarmee hij Hans van Duijn opvolgde.
Baaijens was rector tot mei 2023; hij werd opgevolgd door Silvia Lenaerts.

## Publicaties
- C. Oomens, M. Brekelens & F.P.T. Baaijens (2009). Biomechanics: Concepts and Computation, Cambridge
- F.P.T. Baaijens (2009). On a numerical method to solve contact problems, (Proefschrift)